# 公正建設党
公正建設党（こうせいけんせつとう、アラビア語: حزب العدالة والبناء、Justice and Construction Party）は、リビアの政党。正義開発党と表記されることもある。

## 概要
2012年3月3日設立。ムスリム同胞団系の政党である。2012年の国民議会首相選出選挙では、ムハンマド・アル＝ハラリに投票したが、当選には至らなかった。
党首は結成以来、ムハンマド・ハサン・ソワーンが務めている。

## 沿革
- 2012年
  - 3月3日 - 公正建設党設立。
  - 7月7日 - 国民議会選挙で17議席を獲得。

## 各選挙の議席数・得票数
- 2012年国民議会選挙　17議席、152,521票